# Cosmètica

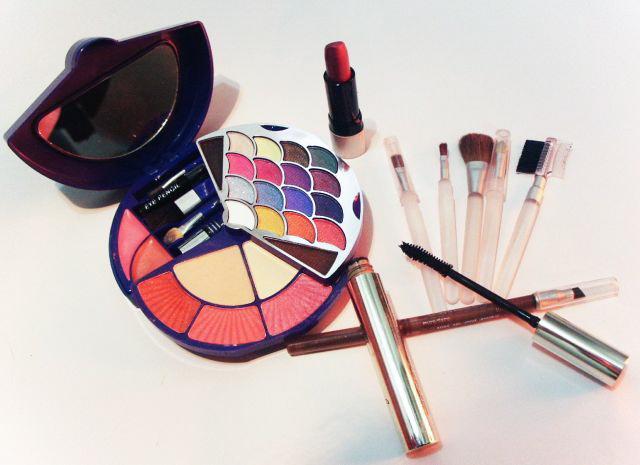
Productes cosmètics.

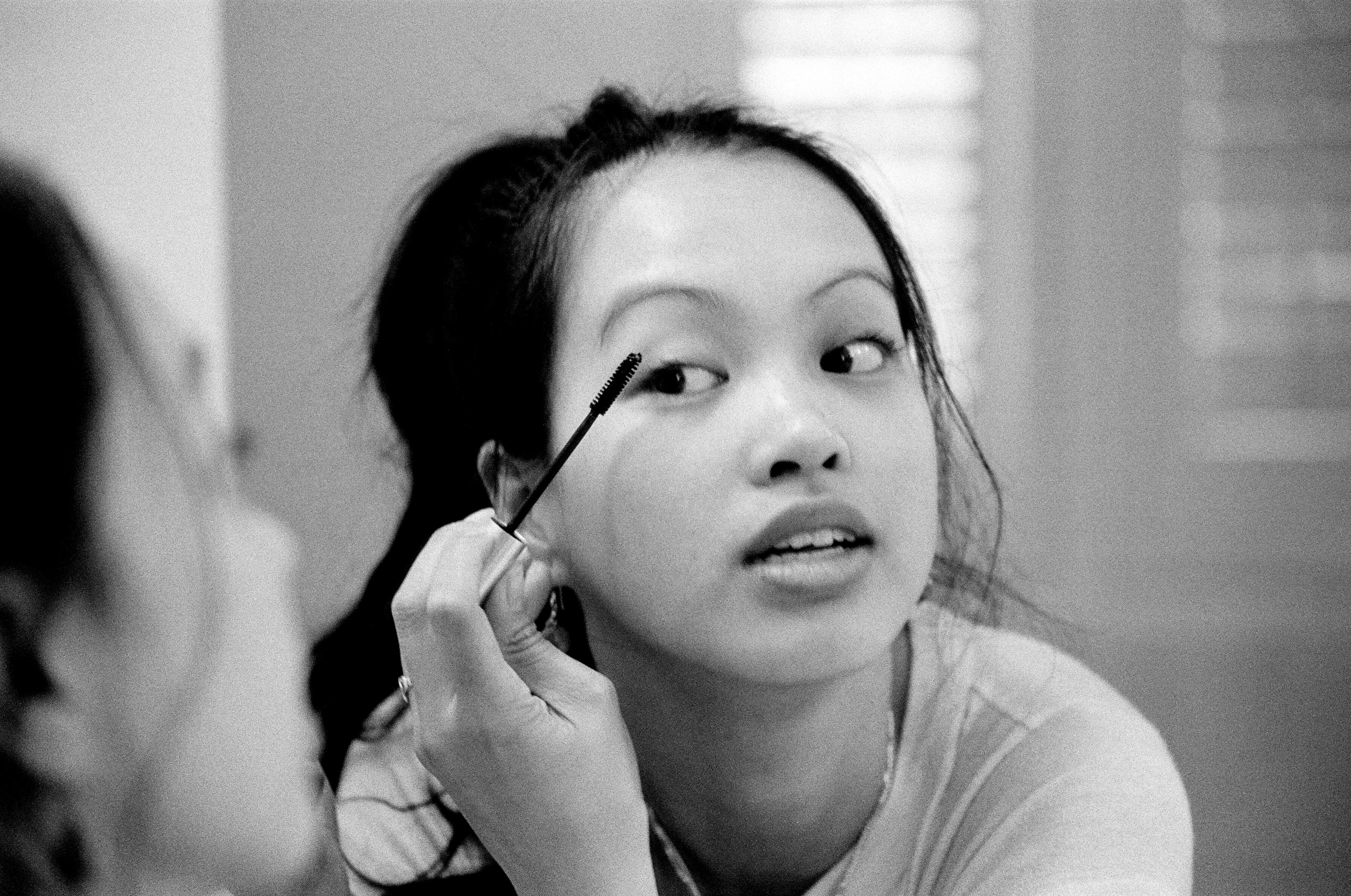
Dona asiàtica pintant-se els ulls davant l'espill.

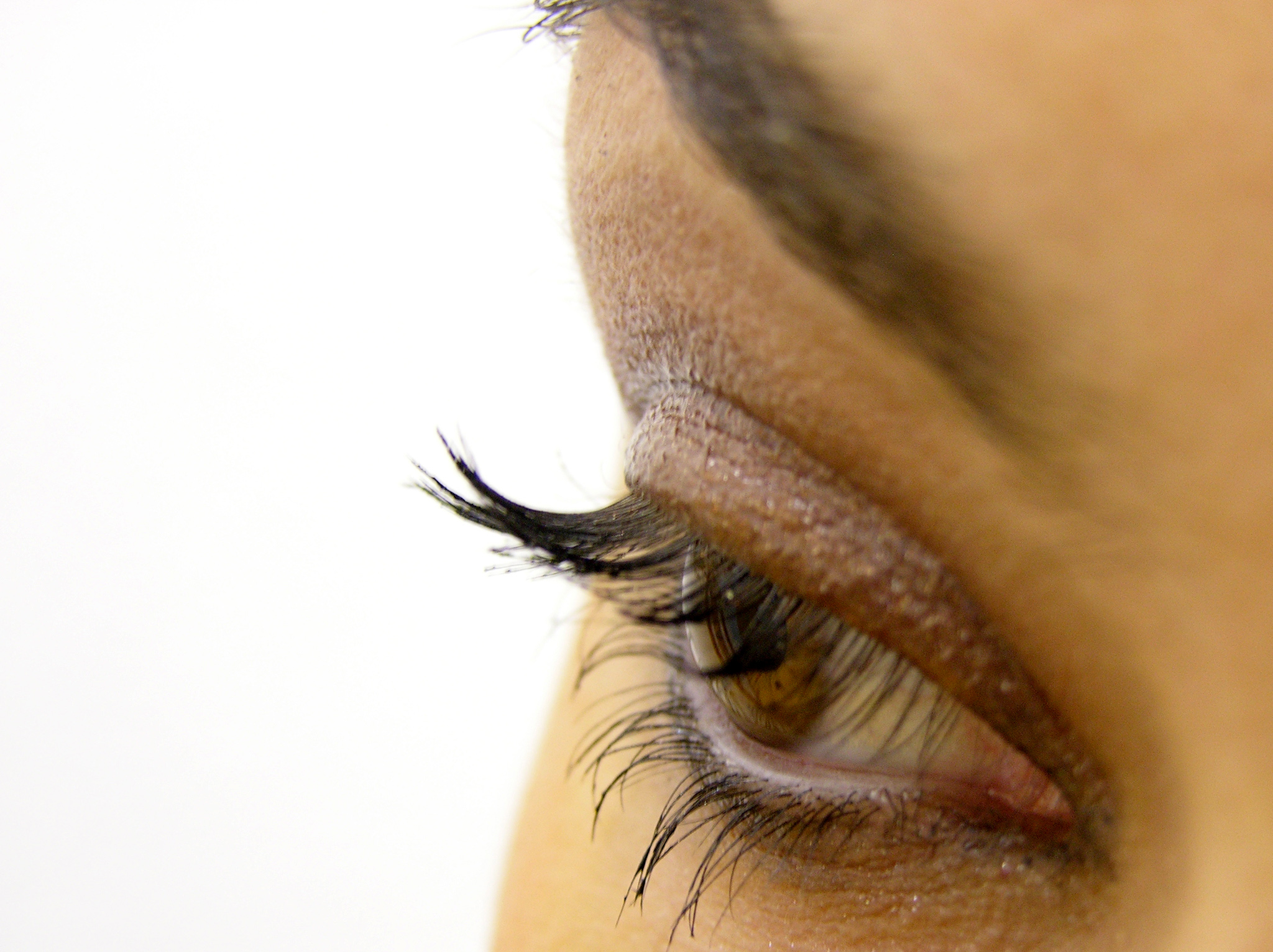
Imatge d'un ull de dona maquillat.

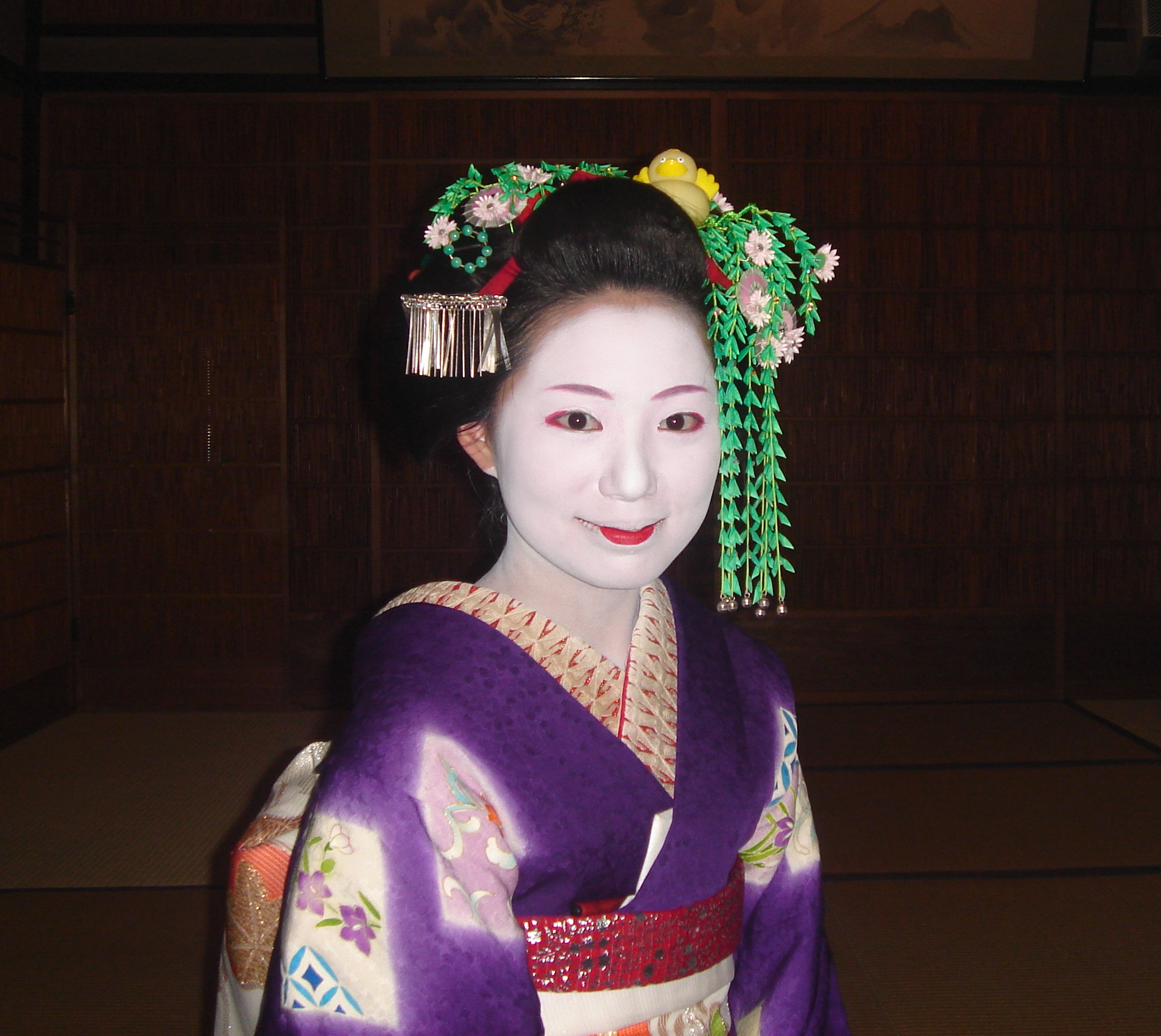
Una Maiko japonesa.

La cosmètica és l'art d'aplicar diversos productes per tenir cura, embellir o protegir la part exterior del cos humà, en especial la pell, les dents, les ungles o els cabells. Un cosmètic és un producte o preparat per aquestes aplicacions. Per extensió significa l'art de presentar coses millores que el que són per un mer maquillatge en fer només «canvis cosmètics» o un ball de noms. La paraula prové del verb grec κοσμέω (kosméo), «ordenar, adornar, embellir» amb el sufix derivatiu -τικός per a formar un adjectiu.
En la història de les civilitzacions sempre s'havien utilitzat diversos productes d'origen natural elaborats en forma de pomades, ungüents o perfums. En l'antic Egipte, per exemple, les dones es depilaven amb el pròpolis de les abelles, es tenyien els cabells amb diverses plantes tintòries.
A partir del segle xix la síntesi química va començar a introduir-se en la fabricació dels cosmètics fins a arribar a la pràctica substitució dels productes naturals. Diferents moviments de retorn a la natura, que van començar amb el moviment del Lebensreform a Alemanya i Suiça a mitjans del segle XIX i l'ecologisme del segle xx que va començar el 1962 amb el llibre La primavera silenciosa de Rachel Carson, a poc poc es torna a cercar productes més naturals. La recerca també va desenvolupar cosmètics que no només maquillen o embelleixen, però també productes que restauren i tenen cura de la pell i dels cabells. A Europa, els cosmètics són sotmesos al reglament europeu número 1223.
Els productes cosmètics principals són:
- dentífric
- pintallavis
- ombra d'ulls
- esmalt d'ungles
- fixador del pentinat
- tint per als cabells
- abrillantador per als cabells
- sabó
- escuma d'afaitar
- talc
- aigua de colònia
- perfum
- desodorant
- protector solar
- laca pels cabells